# Austrosaropogon periscelis
Austrosaropogon periscelis là một loài ruồi trong họ Asilidae. Austrosaropogon periscelis được Daniels miêu tả năm 1991. Loài này phân bố ở miền Australasia.